# 100 peruanos dicen
100 peruanos dicen fue la versión peruana del programa concurso estadounidense Family Feud. El programa es producido por GV Producciones bajo licencia de FremantleMedia y conducido por Bruno Pinasco para América Televisión, los domingos a las 7 p. m.

## Concepto
Participan cinco miembros en cada grupo, ya sean familias o equipos designados por la producción; ellos tratan de adivinar las respuestas que han dado 100 personas en una encuesta realizada con anterioridad para acumular puntos. Las respuestas más populares tienen la mayor puntuación.

## Mecánica
Al comienzo del juego, se escoge a un miembro de cada grupo para ver que grupo obtendrá el control de la primera pregunta. El que da la respuesta más popular tiene el control de la pregunta; sin embargo, si ninguno de los jugadores da una respuesta válida, los siguientes miembros empiezan a participar hasta acertar.
El equipo que controla la pregunta debe intentar dar con todas las respuestas que quedan en el tablero. Si cometen algún error se les marca una "X" al equipo; tres X causan que el otro grupo empiece a participar con esa pregunta y se quede con los puntos acumulados.
- Doble: En determinada pregunta se duplica la puntuación de cada respuesta.
- Triple: En determinada pregunta se triplica la puntuación de cada respuesta.
- Dinero rápido: Dos participantes del mismo equipo tienen que responder a las mismas preguntas en 20 segundos, el que participa en segundo lugar no puede repetir las mismas respuestas del primero. La meta es llegar a 200 puntos o más para obtener 5000 nuevos soles.